# اردشیر تفتی
اردشیر تفتی بازیگر سینما و تلویزیون ایران است. وی پدر کامران تفتی بازیگر سینما و تلویزیون است.
او هفت سریال با کارگردانی مهدی فخیم زاده بازی کرده تنهاترین سردار، ولایت عشق،خواب وبیدار،حس سوم،بی صدافریادکن،ساختمان ۸۵ وفوق سری سریال هایی هستن که به کارگردانی مهدی فخیم زاده وبازی اردشیر تفتی منتشر شده و شاه نقش عبدالله پلنگ تو خواب بیدار یکی از بهترین کاراکترای منفی سریالای ایرانی رو بازی کرده.

## حرفه
او در سال ۱۳۸۶ دورهٔ پرتلاشی را در عرصه سینما و تلویزیون گذراند و در اثر مهمی بازی کرده‌است. اثر مهم اردشیر تفتی در این سال، بازیگری در سریال بی صدا فریاد کن به کارگردانی مهدی فخیم‌زاده محسوب می‌شود.
زندگی حرفه‌ای و بازیگری اردشیر تفتی را باید مدیون اعتماد مهدی فخیم زاده باشیم. چرا که اگر مهدی فخیم‌زاده به عنوان کارگردان به اردشیر تفتی برای بازیگری در سریالش اعتماد نکرده بود، شاید اردشیر تفتی مسیر سخت‌تری را باید برای دنیای بازیگری خود انتخاب می‌نمود. از اردشیر تفتی نقل قول شده‌است که برای بازی خود در سریال بی صدا فریاد کن و همکاریش با مهدی فخیم‌زاده به‌عنوان کارگردان ابراز رضایت کرده‌است.

## آثار
| سال  | عنوان           | نقش          | کارگردان      | توضیحات |
| ---- | --------------- | ------------ | ------------- | ------- |
| ۱۳۷۶ | ولایت عشق       | زندان بان    | مهدی فخیم‌زاده | شبکه ۱  |
| ۱۳۸۱ | خواب و بیدار    | عبدالله پلنگ | مهدی فخیم‌زاده | شبکه ۱  |
| ۱۳۸۲ | فانوس خیس       |              | رضا مقصودی    | شبکه ۱  |
| ۱۳۸۴ | حس سوم          | رحمت         | مهدی فخیم‌زاده | شبکه ۲  |
| ۱۳۸۶ | بی صدا فریاد کن | عباسی‌زاده    | مهدی فخیم‌زاده | شکه ۲   |
| ۱۳۸۹ | ساختمان ۸۵      | سرهنگ آیتی   | مهدی فخیم‌زاده | شبکه ۲  |
| ۱۳۹۴ | فوق سری         | صفدر ملک‌پور  | مهدی فخیم‌زاده | شبکه ۱  |